# Alexa Gray

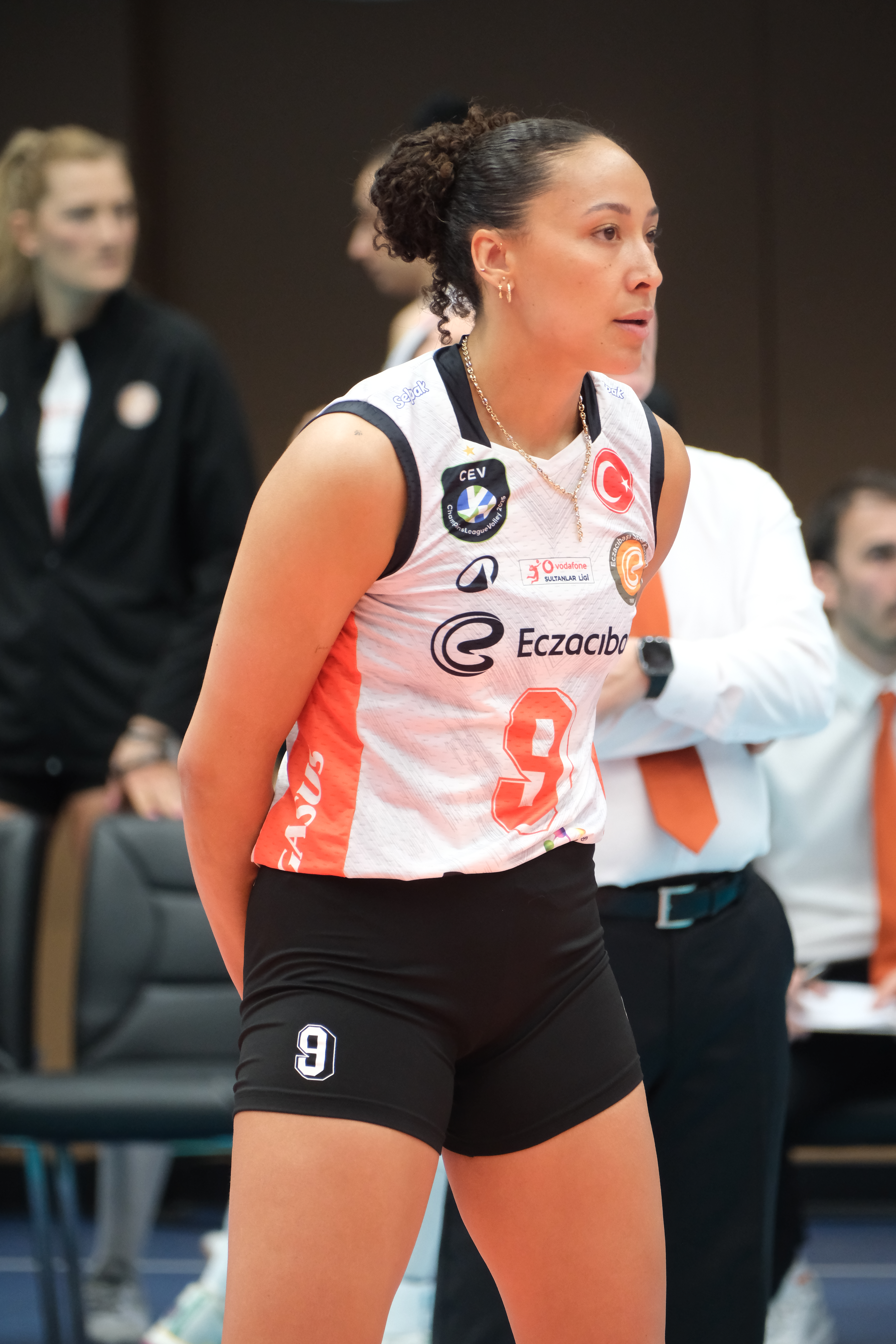
Alexa Gray zawodniczką Eczacıbaşı Dynavit Stambuł w sezonie 2024/2025

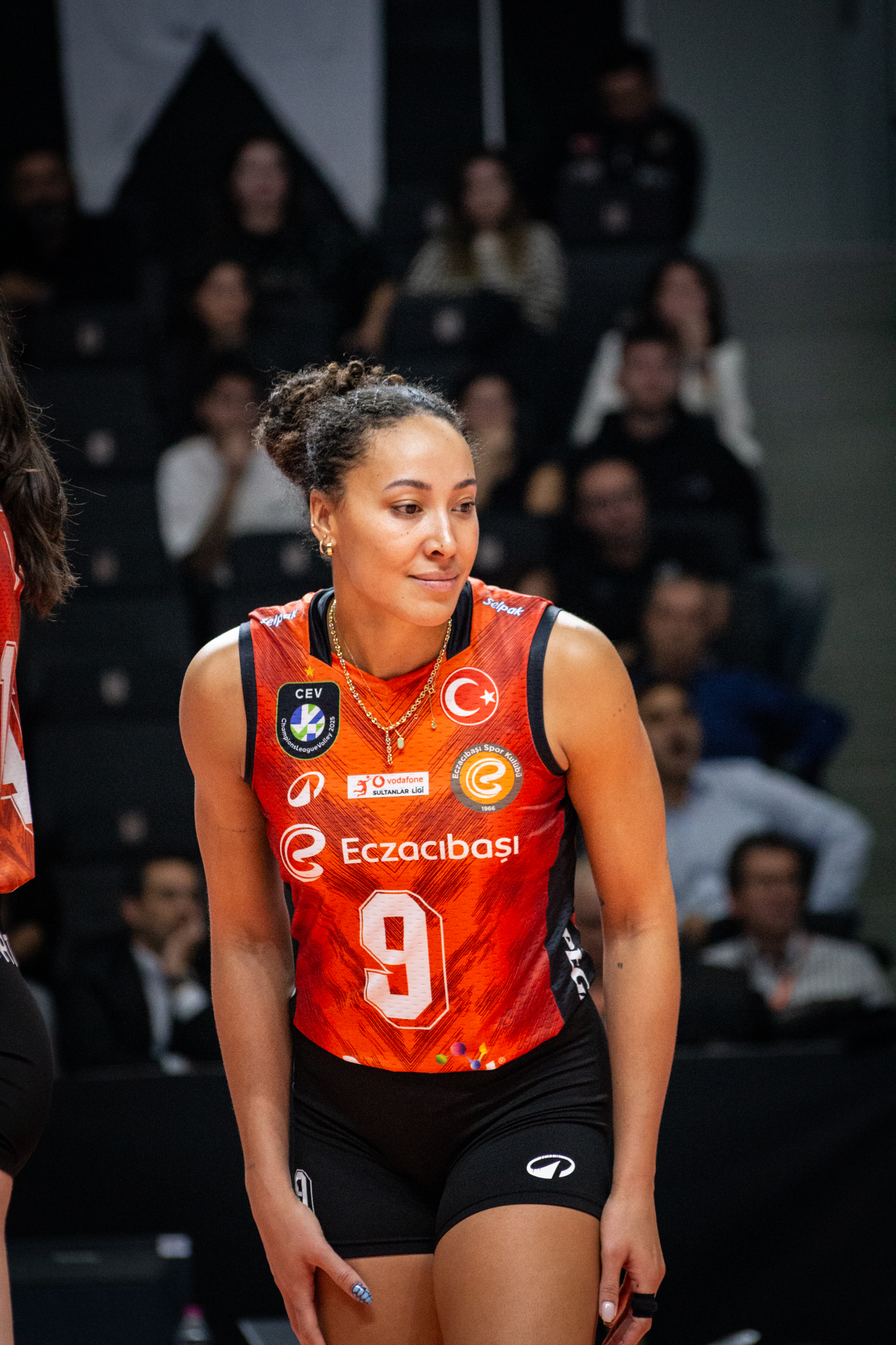
Alexa Gray zawodniczką Eczacıbaşı Dynavit Stambuł w sezonie 2024/2025

Alexa Lea Gray (ur. 7 sierpnia 1994 w Lethbridge) – kanadyjska siatkarka, reprezentantka kraju, grająca na pozycji przyjmującej. 

## Przebieg kariery
| Lata                      | Klub                             |
| ------------------------- | -------------------------------- |
| 2010–2011                 | University of Calgary            |
| 2012–2016                 | Brigham Young University         |
| 2016–2017                 | GS Caltex Seoul KIXX             |
| 2017–2018                 | Volley Soverato                  |
| 2018–2019                 | Pomì Casalmaggiore               |
| 2019–2019 (do 27.12.2019) | Golden Tulip Volalto 2.0 Caserta |
| 2020–2020 (od 16.01.2020) | Savino Del Bene Scandicci        |
| 2020–2022                 | Unet E-Work Busto Arsizio        |
| 2022–2023                 | Prosecco Doc Imoco Conegliano    |
| 2023–                     | Eczacıbaşı Dynavit Stambuł       |

## Sukcesy klubowe
Liga uniwersytecka NCAA:
- 2015

Superpuchar Włoch:
- 2022[6]

Klubowe Mistrzostwa Świata:
- 2022[7], 2023[8]

Puchar Włoch:
- 2023[9]

Liga włoska:
- 2023[10]

Liga turecka:
- 2024[11]
- 2025[12]

## Sukcesy reprezentacyjne
Puchar Panamerykański:
- 2018

Mistrzostwa Ameryki Północnej, Środkowej i Karaibów:
- 2019[13], 2023[14]

## Nagrody indywidualne
- 2010: Najlepsza atakująca Mistrzostw Ameryki Północnej, Środkowej i Karaibów Kadetek
- 2019: Najlepsza przyjmująca Mistrzostw Ameryki Północnej, Środkowej i Karaibów[15]
- 2023: Najlepsza skrzydłowa Mistrzostw Ameryki Północnej, Środkowej i Karaibów